# Маунт-Плезант (Айова)
Маунт-Плезант (англ. Mount Pleasant) — город в США, административный центр округа Генри штата Айова. Население — 9274 человека (2020).

## География
Маунт-Плезант расположен по координатам 40°57′44″ с. ш. 91°32′50″ з. д. (40.962205, -91.547162). По данным Бюро переписи населения США в 2010 году город имел площадь 22,07 км², из которых 22,03 км² — суша и 0,04 км² — водоёмы.

## Демография
| Год переписи | Нас. |  | %±     |
| ------------ | ---- |  | ------ |
| 1850         | 758  |  | —      |
| 1860         | 3530 |  | 365,7% |
| 1870         | 4245 |  | 20,3%  |
| 1880         | 4410 |  | 3,9%   |
| 1890         | 3997 |  | −9,4%  |
| 1900         | 4109 |  | 2,8%   |
| 1910         | 3874 |  | −5,7%  |
| 1920         | 3987 |  | 2,9%   |
| 1930         | 3743 |  | −6,1%  |
| 1940         | 4610 |  | 23,2%  |
| 1950         | 5843 |  | 26,7%  |
| 1960         | 7339 |  | 25,6%  |
| 1970         | 7007 |  | −4,5%  |
| 1980         | 7322 |  | 4,5%   |
| 1990         | 8027 |  | 9,6%   |
| 2000         | 8751 |  | 9%     |
| 2010         | 8668 |  | −0,9%  |
| 2020         | 9274 |  | 7%     |

Согласно переписи 2010 года, в городе проживало 8668 человек в 3127 домохозяйствах в составе 1935 семей. Плотность населения составляла 393 человека/км². Было 3365 квартир (152/км²).
Расовый состав населения:
| - 85,7 % — белых - 4,4 % — азиатов - 4,3 % — чёрных или афроамериканцев - 0,4 % — коренных американцев - 0,3 % — выходцев из тихоокеанских островов - 2,4 % — лиц других рас |

К двум или более расам принадлежало 2,5 %. Доля испаноязычных составила 6,7 % всего населения.
По возрастному диапазону население распределялось следующим образом: 21,1 % — лица младше 18 лет, 63,6 % — лица в возрасте 18-64 лет, 15,3 % — лица в возрасте 65 лет и старше. Медиана возраста жителя составила 37,3 года. На 100 человек женского пола в городе приходилось 111,3 мужчин; на 100 женщин в возрасте от 18 лет и старше — 112,9 мужчин также старше 18 лет.
Средний доход на одно домашнее хозяйство составил 57 909 долларов США (медиана — 45 539), а средний доход на одну семью — 61 443 доллара (медиана — 56 823). Медиана доходов составляла 37 898 долларов для мужчин и 31 019 долларов для женщин. За чертой бедности находилось 20,2 % лиц, в том числе 27,5 % детей в возрасте до 18 лет и 8,0 % лиц в возрасте 65 лет и старше.
Гражданское трудоустроенное население составило 3605 человек. Основные области занятости: образование, здравоохранение и социальная помощь — 30,1 %, производство — 23,8 %, розничная торговля — 12,7 %, учёные, специалисты, менеджеры — 6,9 %.